# Rozwój Windows 7
Rozwój Windows 7 rozpoczął się po wydaniu Windows Vista. Wydania Milestone 1, Milestone 2, i Milestone 3 zostały wysłane do partnerów Microsoft w 2008 r. W październiku 2008, Microsoft rozdał build 6801 uczestnikom PDC a publiczna beta została wydana w styczniu 2009.
Wydanie Release Candidate było dostępne od 30 kwietnia, 2009 dla subskrybentów MSDN i Technet, a upubliczniono 5 maja 2009. 14 stycznia 2020 roku zakończono wsparcie i rozwój Windowsa 7.

## Historia projektu
O Windows 7 (początkowo nadano mu nazwę kodową Blackcomb; w roku 2007 ogłoszono nazwę kodową Windows 7; wkrótce potem oznajmiono, iż pod tą nazwą system ukaże się również oficjalnie) świat po raz pierwszy usłyszał w lutym roku 2000. Nazwa ta była początkowo przeznaczona dla następcy systemu Windows XP, który miał zostać wydany pod koniec roku 2002. Windows 7 planowany był w wersjach serwerowych oraz dla stacji roboczych, jednakże od sierpnia 2001 wydanie tego systemu było wielokrotnie przesuwane na lata 2003 – 2004, a następcą Windows XP oficjalnie został Windows Vista (określany wtedy nazwą kodową Longhorn). Przyczyną miał być brak wymaganego przez system powszechnego dostępu do szerokopasmowego Internetu.
Z czasem projekt Windows 7 został wyciszony i poddany wielu zmianom, a spekulacje prasowe podawały w wątpliwość jego istnienie. Pojawiały się jednak informacje o krążących wewnątrz firmy wersjach roboczych tego systemu, a nawet o konkretnych numerach tych wersji (dokładniej kompilacje 351 oraz 440). Informacje te mówiły, że 7 jest nazwą nowej serwerowej wersji Windows. Wydawały się one jednak mało prawdopodobne, ponieważ w Internecie od dłuższego czasu znaleźć można było film prezentujący współpracę Windows 7 oraz MSN Explorera 7.
W trakcie rozwoju projektu planowane rozwiązania były wielokrotnie modyfikowane, jak również przenoszone do i z innych projektów. Obecnie wiadomo, że część rozwiązań planowanych dla Windows 7 trafiło do systemu Windows Vista. Windows 7 natomiast zawierał elementy projektowane początkowo dla Visty.
13 października 2008 ogłoszono, że oficjalną nazwą następcy systemu Windows Vista jest Windows 7.

## Wersje rozwojowe systemu

### Milestone 1
Wersja Milestone 1 nie różni się wiele z wyglądu od Windows Vista. Jedynymi widocznymi zmianami są integracja paska Sidebar z Eksploratorem Windows, gadżet dla programu Windows Media Center, wizualne usuwanie obiektów z Menu Start i kosza oraz dodanie opcji ustawień ekranu nad opcją personalizacji w menu podręcznym.

### Milestone 3
W wersji Milestone 3 poddano zmianom interfejs programów WordPad, Microsoft Paint i Kalkulator stosując w nich wstążkę znaną poprzednio z Microsoft Office 2007.
Najbardziej zauważalne zmiany dotyczą paska zadań. Na rzecz dużych ikon zniknęły opisy przycisków otwierających poszczególne okna (można je jednak włączyć). Nawigacja pomiędzy nimi jest dwupoziomowa: wskazanie przycisku myszką powoduje wyświetlenie miniatury z wyglądem okna, kliknięcie natomiast otwiera je. Dostęp do zadań, które ma w swoim zakresie aplikacja możliwy będzie w łatwy sposób za pomocą nowego menu (Jump Lists), które otworzy się po kliknięciu na ikonę programu prawym przyciskiem myszy.
Pojawiły się również nowe możliwości przy zarządzaniu otwartymi oknami spoza paska zadań – przesunięcie okna na górną część ekranu automatycznie maksymalizuje je, a obniżenie przywraca poprzedni rozmiar. „Potrząśnięcie” oknem powoduje minimalizację wszystkich okien poza potrząsanym. Przeciągnięcie okna na boczną krawędź ekranu sprawi, że automatycznie przybierze ono rozmiar dokładnie połowy pulpitu po stronie, na którą zostało przeciągnięte. Umożliwi to łatwe zestawianie ze sobą równolegle dwóch okien. Producent tłumaczy to faktem, iż użytkownicy podczas pracy z wieloma oknami przełączają się zazwyczaj jedynie pomiędzy dwoma z nich.
Zmiany objęły także obszar powiadomień. Użytkownik może za pomocą technologii przeciągnij i upuść ustawiać ikony w dogodny sposób oraz przenosić je do zasobnika otwierającego się pod przyciskiem strzałki. Możliwe jest również dostosowanie wielu powiadomień-dymków poprzez ikonkę klucza hydraulicznego znajdującego się wewnątrz nich.
Gadżety w Windows 7 wyświetlane są bezpośrednio na pulpicie – zrezygnowano tym samym z Paska bocznego systemu Windows. Zmiany w funkcjonowaniu będą widoczne również w kontroli konta użytkownika (User Account Control – UAC) – użytkownik będzie mógł dostosować jak często mają pojawiać się powiadomienia, tym samym zwiększając bądź zmniejszając poziom bezpieczeństwa.
Rozwinięto również koncepcję wirtualnych folderów, które pojawiły się pierwszy raz w Windows Vista. W Windows 7 nazywane są one Bibliotekami (Libraries), a ich zawartość generowana jest z użyciem indeksu Windows Search. Jest to rozwinięcie Wyszukiwań umieszczonych w folderze użytkownika w systemie Windows Vista. Domyślnie widocznych jest sześć Bibliotek: Dokumenty, Pobrane pliki, Muzyka, Obrazy, Nagrane programy TV, Wideo. Użytkownik może tworzyć własne. Funkcja ta jest podstawą dla działania HomeGroup.
Przebudowano także zarządzanie siecią domową zbierając narzędzia oraz opcje w jednym miejscu pod nazwą HomeGroup. Funkcja ta wykorzystuje do działania m.in. Biblioteki znajdujące się na zdalnych maszynach należących do HomeGroup.
Wiele aplikacji, które były obecne w poprzednich wersjach systemu Windows zostało usuniętych oraz zaktualizowanych i umieszczonych pod postacią pakietu do samodzielnego ściągnięcia i zainstalowania – Windows Live Essentials – zawierającego m.in. klienta poczty Windows Live Mail (zawierającego również funkcjonalność PIM), aplikacje zarządzającą plikami graficznymi Windows Live Photo Gallery, komunikator Windows Live Messenger, uproszczony program do tworzenia filmów Windows Live Movie Maker oraz debiutujące: edytor postów bloga Windows Live Writer i Windows Live Family Safety – rozszerzone opcje kontroli rodzicielskiej powiązane z Windows Live ID. Microsoft decydując się na ten krok chce uniknąć oskarżeń o monopolizm oraz zmuszanie użytkowników do korzystania z własnego oprogramowania pozostawiając im wolną rękę w doborze aplikacji używanych na co dzień podczas pracy z komputerem. Dzięki temu rozwiązaniu programiści będą mogli skupić się bardziej na funkcjonowaniu, bezpieczeństwie systemu (stworzono 2 grupy, z których jedna będzie się zajmować głównymi składnikami systemu a druga obejmie opiekę nad ww. aplikacjami multimedialnymi). Windows Live Essentials to także wprowadzenie oprogramowania Windows w erę Software as a service.

### Beta 1
Microsoft planował udostępnienie Windows 7 beta 1 na oficjalnej stronie Windows 7 5 stycznia 2009 roku, jednak data premiery została przesunięta na 8 stycznia 2009 dla subskrybentów TechNet oraz MSDN i 9 stycznia 2009 dla osób trzecich.
Premiera wersji beta 1 została ogłoszona przez Steve'a Ballmera podczas odbywających się w Las Vegas targów CES 2009.
Odsyłacze umożliwiające pobranie testowej wersji systemu z witryny Microsoft Connect zostały wysłane do niektórych przedstawicieli prasy komputerowej o godzinie 8:04 8 stycznia 2009 roku. Chwilę później system odpowiedzialny za udostępnianie plików przestał działać, ponieważ doszło do przeciążenia. Nawet po wznowieniu pracy zdarzały się przeciążenia, a u niektórych użytkowników proces pobierania zrywany był co kilkanaście minut.
Do podobnej sytuacji doszło dzień później (9 stycznia 2009), gdy ok. godziny 17:20 Microsoft opublikował publiczną wersję beta 1.
Liczba licencji publicznej bety Windows 7 została wstępnie ograniczona do 2,5 miliona, jednak Microsoft po kilku dniach, ze względu na duże zainteresowanie, zniósł ograniczenie dotyczące liczby wygenerowanych kluczy. Następnie miał uniemożliwić ich uzyskanie po 24 stycznia 2009, jednak okres ten przedłużono do 10 lutego. Wersja beta 1 została wydana w następujących językach: angielskim, niemieckim, japońskim, arabskim i hindi (ten ostatni jedynie w wersji 32-bitowej).
Premierze wersji beta towarzyszyło zamieszanie związane z oznaczeniem buildu. Rozpowszechniane na szeroką skalę pogłoski mówiły o buildzie 7012, jednak ostatecznie opublikowany został build 7000, który wcześniej (26 grudnia 2008) wyciekł do sieci Internet.

### RC
RC (ang. Release candidate; kandydat do wydania produkcyjnego) – udostępniony 5 maja 2009.
Można było go używać do 1 czerwca 2010. Po 1 marca 2010 system automatycznie wyłączał się po 2 godzinach pracy.
Ostatecznie Windows 7 RC przestał być legalnym 1 czerwca 2010 – od tego dnia po uruchomieniu systemu wyświetlany jest tylko ekran aktywowania systemu na czarnym tle.

### RTM
RTM (ang. Ready To Manufacture; gotowy do produkcji) – udostępniony 23 lipca 2009. Kompilacja ta jest oznaczona numerem 7600. Legalny dostęp do niej przed premierą mieli uczestnicy takich programów partnerskich, jak MSDNAA. 2 września 2009 roku Microsoft udostępnił również ograniczoną czasowo edycję Windows 7 Enterprise.

### Service Pack 1
Wersja beta poprawek do systemu Microsoft Windows 7 została oficjalnie udostępniona 12 czerwca 2010 r., zaś finałowa wersja SP1 udostępniona została 22 lutego 2011. 27 października 2010 r. udostępniono wersję RC. Stało się to dzień po wycieku wersji RC do sieci. Mimo wcześniejszych zapowiedzi nie ma tam natywnego wsparcia USB 3.0 – jest ono dostępne jako dodatek do SP1. Service Pack 1 RC został opublikowany równocześnie dla Windows 7 oraz Windows Server 2008 R2. Dla Windows 7 zawiera tylko i wyłącznie aktualizacje i poprawki, wydane od początku istnienia wersji RTM. Dla systemu serwerowego SP1 dodał technologie RemoteFX i Dynamic Memory. System z zainstalowanym dodatkiem SP1 w wersji beta, wygasł 30 czerwca 2011 r., jednak do tej pory można było zainstalować finałową wersje SP1. Dodatek SP1 w wersji RC wygasł 30 listopada 2011 r.

### Lista zmian w kolejnych wersjach testowych
| Główna wersja       | Build | Data skompilowania   | Najważniejsze zmiany |
| ------------------- | ----- | -------------------- | --- |
| Windows 7 M1        | 6429  | 14 maja 2007         | - Brak widocznych |
| Windows 7 M1        | 6519  | 22 grudnia 2007      | - Nowy ekran startowy - Dodanie aplikacji PowerShell - Możliwość umieszczania gadżetów bezpośrednio na pulpicie - Dodany gadżet Media Center - Dodanie programu XPS Viewer - Możliwość nagrania dysku ratunkowego - Łatwe zarządzania np. czytnikami linii papilarnych z poziomu Panelu Sterowania (Biometric Devices) - Konfiguracja sieci WiFi i tworzenie domowej grupy roboczej podczas instalacji - Nowy sposób ukrywania ikon w Obszarze powiadomień - Kosmetyczne zmiany, wyglądu i niektórych opcji (niebieski panel sterowania) - Zmiany w programach Kalkulator i Wordpad (ale jeszcze bez wstęg) - Funkcja wyświetlania zawartości naszego ekranu na zdalnym projektorze - Możliwość przypinania elementów Menu Start na stałe - Usunięcie możliwości włączenia klasycznego Menu Start - Windows Media Player Pre-12 (11 z drobnymi zmianami) - Zmieniono wygląd galerii gadżetów - Zaimpletowano nowy sposób przeglądania zainstalowanych programów - Program graficzny Microsoft Paint został wzbogacony o bibliotekę kształtów geometrycznych.                    |
| Windows 7 M1        | 6574  | wiosna 2008          | - Dodanie możliwości chwilowego wyłączenia UAC. - Nowy widok w Eksploratorze Windows o nazwie „Content” - Funkcja Aero Peek (następca funkcji pokaż pulpit) aktywowana przyciskiem po prawej stronie paska zadań - Nowy aplet panelu sterowania dla UAC z większą liczbą opcji - Przywrócono poprzedni wygląd galerii gadżetów |
| Windows 7 M2        | 6589  | 20 kwietnia 2008     | - Wprowadzenie obsługi ekranów dotykowych Multi-Touch - Pokazano pierwszą, bardzo wczesną, wersję nowego paska zadań. |
| Windows 7 M3        | 6780  | 29 sierpnia 2008     | - Nowy ekran startowy - Pojawiły się wstęgi w programach Paint oraz Wordpad - Nowe funkcje w Kalkulatorze - Nowy Windows Media Player 12 - Zintegrowany Internet Explorer 8 |
| Windows 7 M3        | 6801  | 13 września 2008     | - Nowy pasek systemowy i Jump List (dostępne po zainstalowaniu zewnętrznej aplikacji modyfikującej pliki systemowe) - Wprowadzenie wirtualnych folderów Libraries, które umożliwiają gromadzenie różnych typów plików z całego komputera (jak i otoczenia sieciowego) w jednym miejscu - Dodano Activity Center - Funkcja Aero Snap – maksymalizowanie okien na cały pulpit, jego lewą lub prawą połowę po przeciągnięciu na krawędź ekranu - Funkcja kalibracji kolorów z poziomu systemu - Tuner wygładzania czcionek ClearType z możliwością ustawień siły wygładzania - Drobne zmiany graficzne - Aplikacja Math Input Panel rozpoznająca pismo odręczne - Nowe właściwości pulpitu i ekranu - Niebieskie tło instalatora - Usunięcie programów Windows Mail, Windows Movie Maker oraz Windows Photo Gallery - „Żółte karteczki” jako oddzielna aplikacja - Znaczne zmniejszenie wymagań sprzętowych i zasobów zabieranych przez system - Nowy pasek zadań (nieukończony i ukryty w udostępnionej wersji) - Systemowe gry online w nowej odsłonie znane z Windows Me lub XP |
| Windows 7 pre-Beta  | 6933  | 20 października 2008 | - Nowy pasek zadań - Sterowanie WMP z poziomu miniatury okna na pasku - Dodanie Device Stage – miejsca, gdzie gromadzone są informacje o podłączonych urządzeniach typu Plug&Play; - Wprowadzenie funkcji Jump List – listy m.in. ostatnio otwartych plików. |
| Windows 7 pre-Beta  | 6936  | 23 października 2008 | Nie wprowadzono większych zmian. |
| Windows 7 pre-Beta  | 6948  | 12 listopada 2008    | Nie wprowadzono większych zmian. |
| Windows 7 pre-Beta  | 6956  | 22 listopada 2008    | - Wprowadzenie DirectX 11, - Dodanie możliwości lokalizowania użytkownika za pomocą odbiorników GPS, sieci WiFi i GSM - Nowy animowany ekran startowy - Dodana funkcja katalogu stron niekompatybilnych w IE8 - Nowy wygląd gadżetu Media Center - Nowa wstęga „View” w programie Wordpad - Dalszy drobne zmiany wizualne, np. nowa ikonka UAC - Rotacja tapet - Grupowanie okien w podglądzie na pasku - Możliwość zamykania kart przeglądarki i okien w miniaturach - Poprawiona stabilność gier systemowych |
| Windows 7 Beta 1    | 7000  | 12 grudnia 2008      | - Drobne zmiany w instalatorze systemu - Szybsze zamykanie systemu |
| Windows 7 pre-RC    | 7048  | 19 lutego 2009       | - Możliwość usunięcia/wyłączenia z systemu następujących programów i usług: - Windows Media Player - Internet Explorer - Windows Media Center - Windows DVD Maker - Windows Search - Mechanizm obsługi gadżetów pulpitu - Moduł rozpoznawania pisma odręcznego - Narzędzia faksowania - Przeglądarka plików XPS - Zmieniono podświetlenie kółeczka „Start” - Nowe ikony dla kilku podstawowych aplikacji |
| Windows 7 pre-RC    | 7057  | 5 marca 2009         | - Podmieniono zestaw tapet z zestawu Windows Vista na nowy zestaw, który jest obecny także w następnych buildach - Nowe obrazki użytkowników - Zmiana tła ekranu logowania |
| Windows 7 RC Escrow | 7077  | 4 kwietnia 2009      | - Usprawniono działanie sieci - Dodano wsparcie dla wcześniej niedziałających programów - Małe zmiany kosmetyczne w interfejsie - Dodano wsparcie dla większej ilości sterowników oraz różnych urządzeń - Niewielkie optymalizacje i zmiany w jądrze |
| Windows 7 RC        | 7100  | 21 kwietnia 2009     | - Możliwość instalacji trybu XP - Pojawienie się w Windows Update paczek językowych, w tym wersji polskiej |
| Windows 7 RTM       | 7600  | 23 lipca 2009        | - Końcowa wersja Windows 7 |

## Wersja finalna
Premiera finalnej wersji Windows 7 odbyła się 22 października 2009. Sprzedaż systemu w polskiej wersji językowej rozpoczęła się tego samego dnia.